# Пустовойтово
Пустовойтово (укр. Пустовійтове) — село, Пустовойтовский сельский совет, Глобинский район, Полтавская область, Украина.
Код КОАТУУ — 5320687601. Население по переписи 2001 года составляло 1283 человека.
В Центральном Государственном Историческом Архиве Украины в городе Киеве имеются метрические записи Стефановской церкви за 1780-89 годы.
Является административным центром Пустовойтовского сельского совета, в который, кроме того, входят сёла Балабушины Вербы и Диково.

## Географическое положение
Село Пустовойтово находится на берегу реки Омельник. Выше по течению на расстоянии в 2 км расположено село Новодорожное, ниже по течению на расстоянии в 1 км расположено село Махновка.

## Экономика
- Молочно-товарная, птице-товарная и свино-товарная фермы.
- ОАО АФ «Пустовойтово».
- Пустовойтовский рабочий кооператив.
- 4 продовольственных магазина.

## Объекты социальной сферы
- Школа.
- Дом культуры.

## Известные жители и уроженцы
- Грущенко, Раиса Фёдоровна (1920—1996) — Герой Социалистического Труда.
- Панченко, Анастасия Ефимовна (1916—1983) — Герой Социалистического Труда.
- Хильчук Василий Никифорович (1921—1987) — Герой Советского Союза.
- Хрей, Прасковья Андреевна (1922—?) — Герой Социалистического Труда.

## Достопримечательности
- Памятник воину-освободителю, обелиск.